# Concerto pour violon et orchestre de Lalo
Pour les articles homonymes, voir Concerto pour violon et orchestre.
Le Concerto pour violon et orchestre en fa majeur opus 20 est un concerto d'Édouard Lalo. Composé en 1873 pour Pablo de Sarasate, il est créé le 18 janvier 1874 au Théâtre du Chatelet à Paris.

## Analyse de l'œuvre
1. Andante - Allegro
2. Andantino
3. Allegro con fuoco

Durée d'exécution : 26 à 28 minutes.

## Discographie
- Olivier Charlier, violon, BBC Philarmonic, dir. Yan Pascal Tortelier. (avec le Concerto Russe op.29). CD Chandos 1999
- Jean-Jacques Kantorow, violon, Granada city Orchestra, dir. Kees bakels. (avec la Symphonie espagnole). CD BIS 2009